# Ierse Confederale Oorlogen
De Ierse Confederale Oorlogen, ook wel de Elfjarige Oorlog genoemd (afgeleid van de Ierse naam Cogadh na hAon Bhliana Déag) vonden plaats in Ierland tussen 1641 en 1653. Het was het Ierse strijdtoneel van de Oorlogen van de Drie Koninkrijken, een reeks burgeroorlogen in de koninkrijken Ierland, Engeland en Schotland (alle drie geregeerd door Karel I). De oorlog in Ierland begon met een opstand in 1641 door Ierse katholieken, die probeerden het Engelse bestuur in Ierland over te nemen en daarmee concessies voor katholieken af te dwingen. De katholieke leiders vormden in 1642 de Ierse Katholieke Confederatie, dat het grootste deel van Ierland bestuurde en losjes aan de zijde stond van de royalisten. De confederalen en royalisten vochten tegen het Engelse parlement en Schotse covenanters. In 1649 viel een parlementsleger onder Oliver Cromwell Ierland binnen en wist tegen 1653 het eiland te veroveren.
De oorlog had zowel een religieus als etnisch karakter. De inzet was wie Ierland zou besturen, of dit vanuit Engeland zou gebeuren, wiens etnische en religieuze groeperingen het meeste land zou bezitten en welke religie de overhand zou krijgen in het land. Het was het meest destructieve conflict in de geschiedenis van Ierland.

## Overzicht
De oorlog in Ierland begon in oktober 1641 met een opstand in Ulster, waarbij veel Schotsen en Engelse kolonisten werden vermoord. De opstand verspreidde zich over het land en in 1642 werd in Kilkenny de Associatie van Confederale Katholieken in Ierland opgericht om de katholieke oorlogsinspanning te organiseren. De Confederatie was feitelijk een onafhankelijke staat en bestond uit een coalitie van alle groepen binnen de Iers-katholieke gemeenschap, zowel Keltisch als Oud Engels. De Ierse Confederalen zeiden de kant te kiezen van de Engelse royalisten tijdens de daaropvolgende burgeroorlogen, maar waren vooral zelf bezig hun eigen oorlog te voeren voor de belangen van de Iers-katholieke landeigenaren.
De Confederalen bestuurden tot 1649 het grootste deel van Ierland als een de facto soevereine staart en claimden loyaal te zijn aan Karel I. Van 1642 tot 1649 vochten de Confederalen tegen de Schotse Covenantse en Engelse Parlementslegers in Ierland. De Confederalen stonden, in de bredere context van de Engelse Burgeroorlog, losjes aan de kant van de Engelse royalisten, maar ze waren onderling verdeeld of ze militaire steun moesten leveren aan hen. Uiteindelijk hebben ze nooit troepen naar Engeland gestuurd, maar wel een expeditieleger naar Schotland om de Schotse royalisten te helpen, wat de Schotse Burgeroorlog tot gevolg had.
De oorlogen hadden een zeer verdeeld politiek landschap tot gevolg. De protestanten waren als gevolg van de burgeroorlogen in Engeland en Schotland onderverdeeld in drie groepen: Engelse koningsgezinden, Engelse parlementsgezinden en Schotse covenanters. De Katholieke Confederalen waren zelf verdeeld over de vraag of hun voornaamste loyaliteit bij hun katholieke geloof lag of bij Karel I.
De oorlog eindigde in een nederlaag voor de Confederalen. Samen met hun Engels royalistische bondgenoten werden ze tussen 1649 en 1653 verslagen tijdens Cromwells verovering van Ierland door het New Model Army onder Oliver Cromwell. De oorlogen die volgden op de opstand van 1641 veroorzaakten veel doden in Ierland, slechts vergelijkbaar met de grote hongersnood in de jaren 1840. De uiteindelijke winnaar, het Engelse parlement, onteigende grote hoeveelheden land van Ierse katholieken als straf voor de opstand en om de oorlog te kunnen betalen. Hoewel een deel van de onteigende gebieden na 1660 werden teruggegeven, betekende deze periode het einde van de oude katholieke landbezitters.

## Het plan: oktober 1641
De opstand was bedoeld als een snelle en voornamelijk vreedzame machtsgreep in Ierland, uitgevoerd door een kleine groep samenzweerders onder Phelim O'Neill. Kleine bendes, bestaande uit familieleden en kennissen van de samenzweerders, werden in Dublin, Wicklow en Ulster gevormd om strategische gebouwen in te nemen, zoals Dublin Castle. Omdat er maar een kleine hoeveelheid Engelse troepen in Ierland gestationeerd was, had dit plan een redelijke kans op succes. Als dit ook zo was gebeurd, zouden de overgebleven Engelse garnizoenen zich waarschijnlijk overgegeven hebben, waardoor de Ierse katholieken een sterke positie zouden hebben bemachtigd om hun eisen voor politieke hervormingen, religieuze tolerantie en Iers zelfbestuur kracht bij te zetten. Het plan lekte echter op het laatste moment uit en als gevolg hiervan ontaardde de opstand in chaotisch geweld. Na het uitbreken van de opstand ging de vijandigheid van de Ierse bevolking jegens de Engelse kolonisten over in dodelijk geweld. Kort na het uitbreken van de opstand liet O'Neill de Proclamatie van Dungannon uitgaan, waarin hij een rechtvaardiging van de opstand uiteen zette. Hij claimde dat hij handelde op bevel van Karel I.

## De opstand: 1641-1642
Van 1641 tot begin 1642 werden de gevechten in Ierland gekenmerkt door kleine bendes, gevormd door lokale landeigenaren of door lokale inwoners, die burgers van de andere etnische en religieuze groepen aanvielen. In eerste instantie maakten de Ierse katholieke bendes van het gebrek aan staatgezag gebruik door af te rekenen met de protestantse kolonisten die Iers grondgebied hadden bezet tijdens de volksplantingen in Ierland. In eerste instantie vormde de Ierse katholieke adel milities om het geweld een halt toe te roepen. In gebieden waar de protestantse kolonisten woonden, rondom Cork, Dublin, Carrickfergus en Derry, vormden ze hun eigen milities om zichzelf te kunnen verdedigen tegen de opstandingen. Beide zijden toonden extreme wreedheid in deze fase van de oorlog. Ongeveer 4.000 protestanten werden vermoord en nog eens 12.000 stierven doordat ze midden in de winter uit hun huis werden gezet. Tijdens een berucht incident werden de protestantse inwoners van Portadown gevangen genomen en op de brug van de stad afgeslacht. De kolonisten reageerden op dezelfde manier met aanvallen op de Ierse bevolking. Op Rathlin Island en elders werden katholieke burgers vermoord. De rebellen in Ulster wisten een regeringsleger bij Julianstown te verslaan, maar slaagden er niet in Drogheda in te nemen. 
Begin 1642 bestonden er vier grote groepen rebellen: in Ulster onder Phelim O'Neill, in de Pale rond Dublin onder Burggraaf Gormanstown, in het zuidoosten onder de familie Butler (voornamelijk Lord Mountgarret) en in het zuidwesten onder Donagh MacCarthy, de Burggraaf van Muskerry.

## De Confederale oorlog: 1642-1648

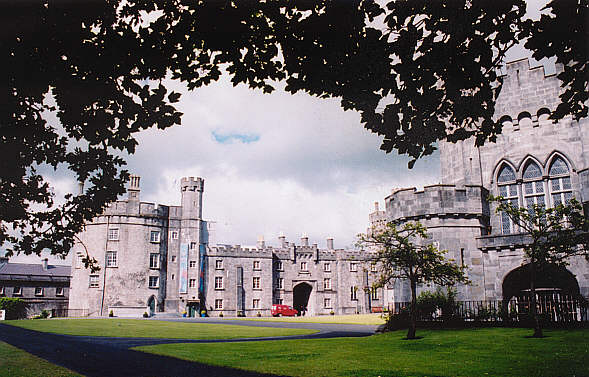
Kilkenny Castle, waar de Algemene Vergadering van de Ierse Confederatie bijeen kwam

Karel I wilde Ierland in zijn bezit hebben om haar middelen te kunnen gebruiken tegen zijn vijanden in Engeland en Schotland. De Schotten en hun bondgenoten van het Engelse parlement wilden dit juist voorkomen. In de loop van 1642 landden 10.000 door het parlement betaalde Schotten in Coleraine en Carrickfergus, terwijl de Engelsen Dublin veilig stelden.
Een van de laatste wetten die door zowel Karel als het parlement was goedgekeurd voor het uitbreken van de Engelse Burgeroorlog was de Adventurers Act. In deze wet was vastgelegd dat de oorlog in Ierland zou worden bekostigd door de verkoop van landgoederen die onteigend zouden worden van de Ierse rebellen. Als gevolg hiervan zou geen van de strijdende partijen een autonome katholieke staat tolereren en waren ze allebei van plan over te gaan tot verdere landonteigeningen. Het afdwingen van de Adventurers Act was dan ook het voornaamste doel van Cromwells verovering van Ierland.
Ondertussen had de Ierse Confederatie, gevestigd in Kilkenny, eind 1642 twee derde van Ierland onder haar bestuur, waaronder de havensteden Waterford en Wexford, via welke ze hulp zou kunnen ontvangen van de katholieke mogendheden in Europa. Hoewel de Confederatie op de steun van de meeste Ierse katholieken kon rekenen, hadden met name de geestelijkheid en de leden van de hogere klassen een pro-royalistische houding, omdat ze bang waren dat ze hun eigen landgoederen zouden verliezen als de volksplantingen teruggedraaid zouden worden. Enkelen vochten zelfs tegen de Confederatie, terwijl anderen neutraal bleven.
De Confederatie kon in eerste instantie enkel beschikken over milities en privélegertjes, onder het bevel van aristocratische amateurs zoals Lord Mountgarret. Zij leden een reeks nederlagen, maar het uitbreken van de Engelse Burgeroorlog in medio 1642 leidde tot de terugtrekken van veel Engelse soldaten. Dit stelde Garret Barry, een voormalige Ierse huursoldaat, in staat dat jaar Limerick in te nemen en werd het Engelse garnizoen in Galway het jaar erop gedwongen zich over te geven aan de plaatselijke bevolking.
Medio 1643 was, met uitzondering van Dublin, Ulster en Cork, geheel Ierland in handen van de Confederatie. Hierbij werden ze geholpen door verdeeldheid bij hun tegenstanders, omdat sommige gebieden werden bezet door troepen die loyaal waren aan het parlement, anderen door de royalistische Hertog van Ormonde en de Covenanters voerden hun eigen plannen uit in de omgeving van Carrickfergus. Dit zorgde voor een ingewikkelde mix van veranderende loyaliteiten, waarbij de protestanten in Ulster de Schotsen vijandig bejegenden, net zoals hun bondgenoten in het parlement, waaronder Cromwell.

### Patstelling

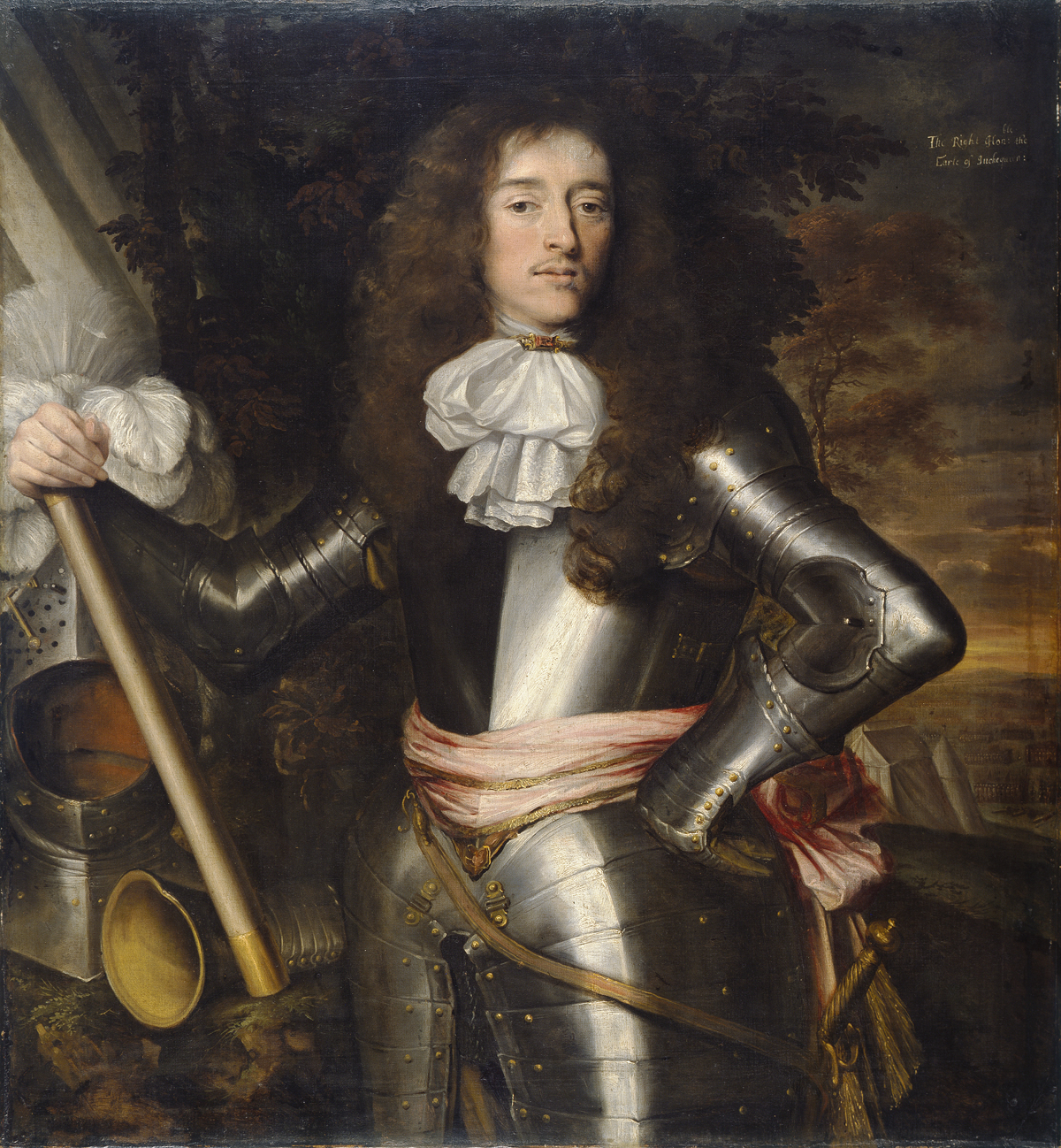
Hertog van Inchiquin, legerleider in Munster, die in 1644 naar het Parlement overliep en vier jaar later weer terug ging naar het royalistische kamp

De burgeroorlog in Engeland gaf de Confederatie tijd om een regulier beroepsleger op de been te brengen en zij wisten uiteindelijk 60.000 man te rekruteren. Deze werden betaald middels het heffen van belastingen, uitgerust met militaire wapens uit Frankrijk, Spanje en het Pausdom en geleid door beroepsofficieren, zoals Thomas Preston en Owen Roe O'Neill, die nog gediend had in het Spaanse leger.
De Confederalen lieten een mogelijkheid om het hele eiland te veroveren lopen door een wapenstilstand te tekenen met de royalisten op 15 september 1643 en de daaropvolgende drie jaar te verspillen met moeizame onderhandelingen. De periode 1642 - 1646 werd gekenmerkt door aanvallen gericht op de voedselvoorraden van de vijand, wat leidde tot veel doden onder de burgerbevolking. De verbittering die dit veroorzaakte wordt duidelijk in een Parlementair Voorschrift uit oktober 1644, dat verbood 'onderdak te bieden aan een Ier of een in Ierland geboren Paap die door het parlement met vijandigheid zou worden behandeld op zee, als ook in Engeland en Wales.'
Een offensief tegen Ulster in 1644 wist geen noemenswaardige vooruitgang te boeken en een nederlaag bij Marston Moor in juli maakte duidelijk dat de Engelse royalisten de oorlog aan het verliezen waren. Twee weken later stapte de Graaf van Inchiquin over naar de kant van het parlement, dat daardoor de controle kreeg over de havens van Cork, Kinsale en Youghal. Eind 1644 wist de Confederatie Banchon in te nemen, maar Inchiquin wist Cork te behouden. Preston veroverde Duncannon in januari 1645 en belegerde vervolgens Youghal. Een gebrek aan voorraden dwong hem echter in maart het beleg weer af te breken.

### Vluchtelingen
Tijdens de eerste jaren van de oorlog vonden er grootschalige volksverplaatsingen plaats, omdat beide zijden een beleid voerde wat tegenwoordig etnische zuivering zou heten. In de eerste fase van de opstand van 1641 vluchtten de protestantse kolonisten naar ommuurde steden zoals Dublin, Cork en Derry. Anderen vluchtten naar Engeland. Toen Ulster in 1642 door Schotse troepen werd bezet, namen ze wraak op de Ierse bevolking vanwege de aanvallen op de kolonisten. Als gevolg hiervan ontvluchtten 30.0000 mensen Ulster naar gebieden die in handen waren van de Confederatie. Velen besloten het leger van Owen Roe O'Neill te volgen, waarbij ze in op clans gebaseerde groepen leefden en met hun vee het leger volgden. Buiten Ulster was de behandeling van burgers minder wreed, hoewel het niemandsland tussen de Confederale en de Britse linies in Leinster en Munster herhaaldelijk werd aangevallen, waardoor ook dat gebied ontvolkt werd.

### Overwinningen en nederlagen voor de Confederalen

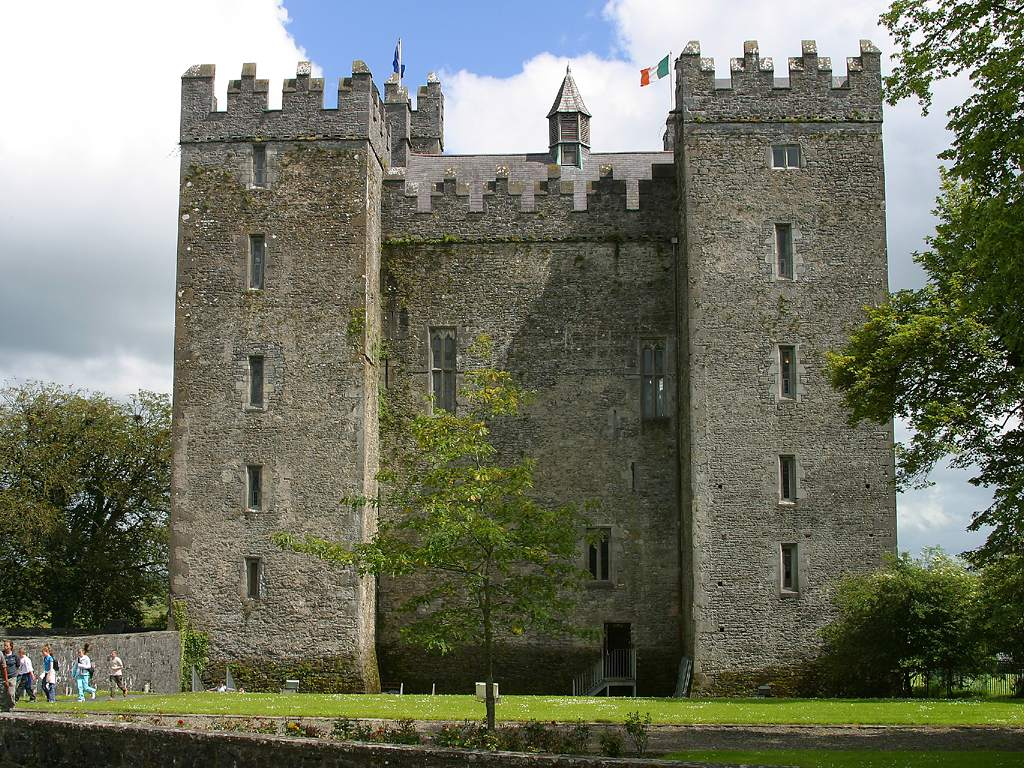
Bunratty Castle, in 1646 belegerd en ingenomen door de Ierse Confederatie

De patstelling in Ierland werd in 1646 doorbroken met het ten einde komen van de Engelse Burgeroorlog.
De Confederalen braken, nadat hun Confederale Opperste Raad vanwege de wapenstilstand met de royalisten was afgezet door het leger, verdere onderhandelingen met de verslagen royalisten af en probeerden heel Ierland te heroveren voordat het Engelse parlement een invasie van het land zou uitvoeren. Hierbij werden ze geholpen door komst van de pauselijke nuntius, die grote hoeveelheden geld en wapens meebracht. Ze wisten het Engelse bolwerk Bunratty Castle in Clare in te nemen en het Schotse leger te verslaan tijdens de slag bij Benburb en Sligo in te nemen. Later dat jaar belegerden het Confederale leger Dublin, waarbij ze het wilden veroveren op het royalistische garnizoen onder de Hertog van Ormonde. Ormonde had het gebied rondom Dublin echter kaal geplukt, waardoor de Confederalen niet in staat waren hun troepen te voeden. De belegering moest daardoor worden afgebroken. Achteraf bezien was dit het hoogtepunt voor de Ierse Confederatie. Ormonde, die liever Engelse rebellen had dan Ieren, verliet Dublin en gaf het over aan een Engels leger onder Michael Jones. Verdere Engelse versterkingen werden naar Cork in Zuid-Ierland gestuurd.
In 1647 wisten deze Engelse troepen een reeks zware nederlagen toe te brengen, waardoor deze uiteindelijk gedwongen waren een coalitie te vormen met de royalisten. Toen het leger van Thomas Preston in augustus 1647 probeerde Dublin in te nemen, werd het tijdens de slag bij Dungans Hill vernietigend verslagen door het Engelse leger van Jones. De troepen van Preston waren tot die tijd de best getrainde en best uitgeruste van de hele Confederatie en het verlies van dit leger was dan ook een zware slag voor de Ieren. Daarna verwoestten de in Cork gelegerde Engelsen de door de Confederatie bezette delen van Munster, wat een hongersnood onder de burgerbevolking tot gevolg had. In september bestormden ze Cashel, waarbij ze niet alleen de stad in wisten te nemen maar ook haar garnizoen en de plaatselijke bewoners vermoordden, waaronder diverse katholieke geestelijken. Toen het leger van Munster ze in november tegen wilden houden tijdens de slag bij Knocknanauss, werden ook zij verslagen. Sligo wisselde ook weer van bezetter toen het werd ingenomen door een Engels kolonistenleger. De gevechten in deze fase van de oorlog waren zeer bloederig. In de veldslagen van 1646-1647 verloor de verliezende partij ongeveer de helft van hun troepen. Maar in de drie grootste veldslagen van 1647 werd ongeveer 1% van de Ierse mannelijke bevolking gedood tijdens de gevechten.
De reek nederlagen dwong de Confederalen een pact te sluiten met de royalisten en hun troepen onder hun commando te plaatsen. Dit viel echter niet goed bij de soldaten en in 1648 zegden de Confederalen de samenwerking weer op. Maar ze erkenden bij wijze van compromis wel Ormonde als commandant van de royalistische troepen in Ierland. Inchiquin, de Engelse commandant in Cork, liep ook over naar de royalisten toen Karel I werd gearresteerd.
De Confederalen waren zeer verdeeld over dit compromis. De pauselijke nuntius dreigde iedereen die voor de deal was te excommuniceren. De alliantie met Inchiquin was voor hem vooral onverteerbaar, omdat hij in 1647 nog katholieke burgers in Munster had vermoord. Er vond zelfs een korte burgeroorlog plaats in 1648 tussen voor- en tegenstanders van de alliantie met de royalisten. De tegenstanders delfden echter het onderspit en de alliantie bleef in stand. Al deze verdeeldheid zorgde ervoor dat de Ieren een tweede kans om te reorganiseren misten, omdat hun vijand in Engeland de Tweede Engelse Burgeroorlog aan het uitvechten was. Deze oorlog werd verloren door de royalistische bondgenoten.

## Cromwells verovering: 1649-1653

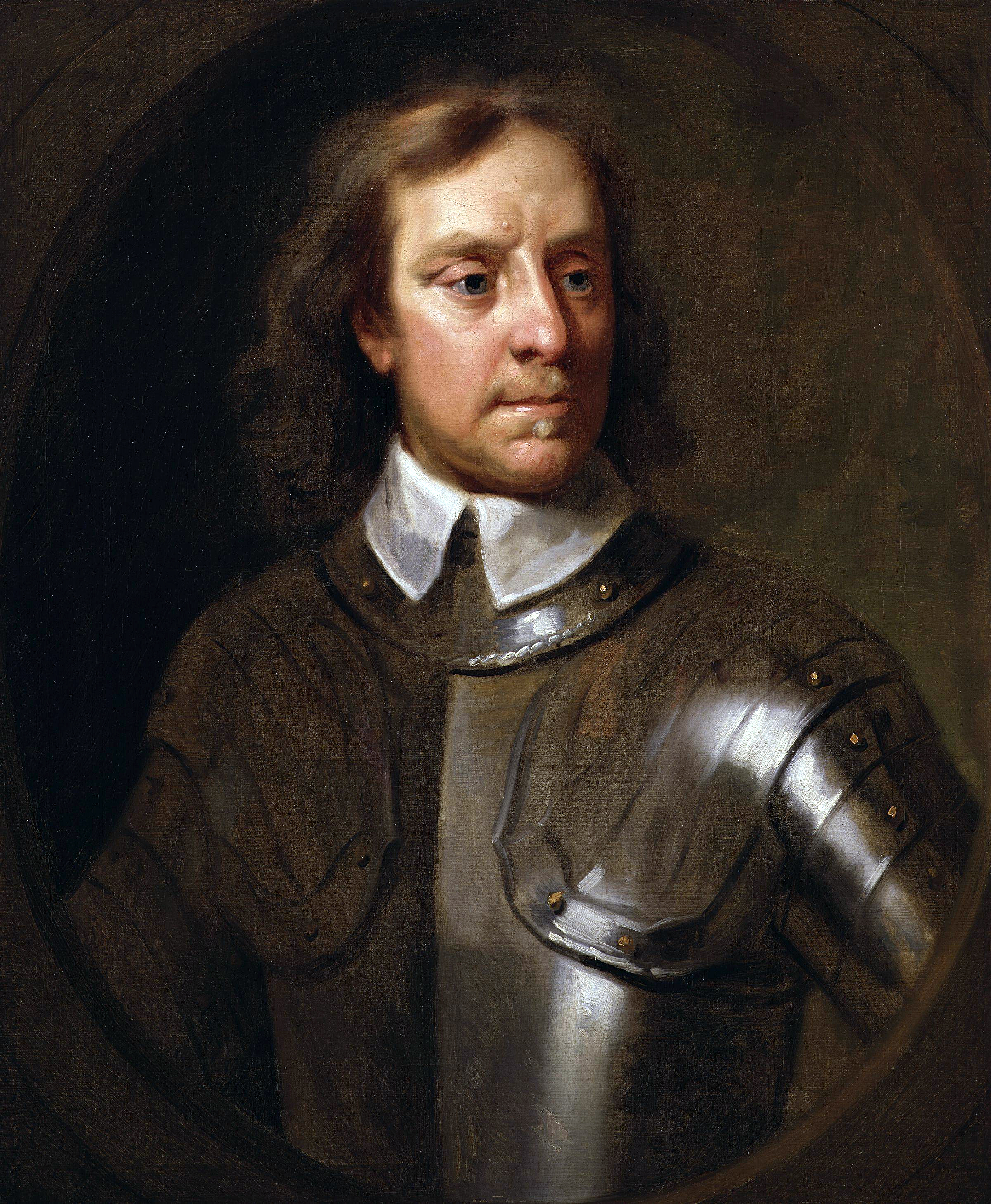
Oliver Cromwell landde in Ierland in 1649 om uit hoofde van het Engels parlement het land te heroveren. Hij verliet het land weer in 1650, nadat hij het oosten en zuiden van Ierland had veroverd.

De Confederale-royalistische alliantie was maanden bezig met onderlinge twisten in plaats van zich voor te bereiden op de onvermijdelijke Engelse invasie van Ierland. In de zomer van 1649 probeerde Ormonde Dublin in te nemen en werd Michael Jones verslagen tijdens de slag bij Rathmines.
Kort daarna landde Oliver Cromwell met zijn New Model Army. Terwijl de Confederalen het niet was gelukt hun vijanden in de acht jaar durende oorlog te verslaan, zou Cromwell er in slagen binnen drie jaar heel Ierland te veroveren, omdat zijn troepen goed bevoorraad, goed uitgerust en goed getraind waren. Verder beschikte hij over een grote voorraad soldaten, geld en logistieke middelen om zijn veldtocht uit te kunnen voeren.

### Oorlog met Cromwell
Cromwell veroverde eerste de oostkust van Ierland, zodat zijn toevoerlijnen vanuit Engeland veilig was. Hiertoe nam hij Drogheda en Wexford in, waarbij hij in beide steden de verdedigers afslachtte. Hij stuurde ook een troepenmacht naar het noorden om aldaar contact te maken met het Britse kolonistenleger. Deze kolonisten, die de Schotten en royalisten steunden, werden tijdens de slag bij Lisnagarvey door de Engelsen verslagen.
Ormonde slaagde er vervolgens niet in Zuid-Ierland effectief te verdedigen. Zijn plannen waren gebaseerd op het verdedigen van ommuurde steden, die Cromwell met behulp van zijn zware artillerie om de beurt wist in te nemen. De Ierse en royalistische legers hielden niet vast aan een strategische verdedigingslinie en raakten gedemoraliseerd door de constante reeks nederlagen en terugtrekkingen. Alleen tijdens het beleg van Clonmel leed Cromwell noemenswaardige verliezen, al werd dat ook veroorzaakt door ziekte. Zijn verliezen werden echter gecompenseerd door het overlopen van het royalistische garnizoen van Cork, dat tot 1648 ook al aan de zijde van het Engelse parlement had gestaan. Cromwell keerde in 1650 terug naar Engeland en gaf Henry Ireton het bevel over zijn troepen.
In het noorden versloeg het Engelse leger de Ieren tijdens de slag bij Scarrifholis. De in diskrediet geraakte Ormonde vluchtte naar Frankrijk en werd als Ierse opperbevelhebber vervangen door Ulick Burke, Markies van Clanricarde. Tegen 1651 waren de Ierse en royalistische troepen ingesloten in een gebied ten westen van de rivier de Shannon. Enkel de versterkte steden Limerick en Galway en een enclave in County Kerry hadden ze nog in handen.
De Engelsen belegerden tegelijkertijd Limerick en Galway. Donagh MacCarthy, de burggraaf van Muskerry, probeerde vanuit Kerry Limerick te ontzetten, maar werd door Roger Boyle verslagen tijdens de slag bij Knocknaclashy. Limerick en Galway waren echter te sterk verdedigd om te kunnen worden bestormd en werden door de Engelsen uitgehongerd. Limerick was in 1651 gedwongen te capituleren, een jaar later gevolgd door Galway. Hiermee kwam het bestaan van de Confederatie ten einde.

### Guerrillaoorlog

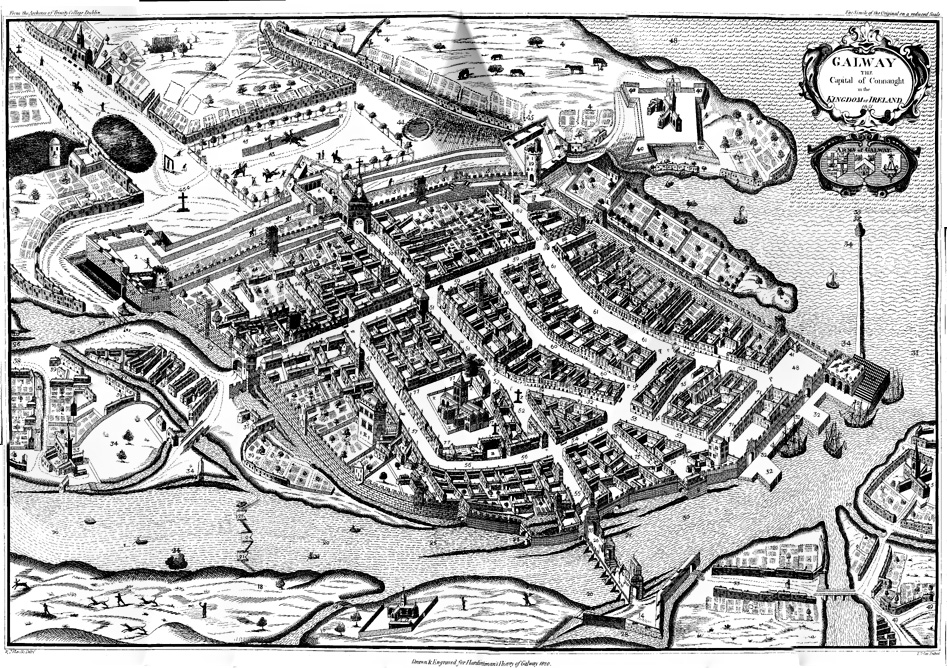
Galway; de laatste Ierse stad die veroverd werd door het parlementsleger.

Hoewel het officiële verzet ten einde was gekomen, zorgden de zware vredesvoorwaarden voor een periode van guerrillaoorlog door bendes van voormalige soldaten, bekend als de Tóraidhe. Deze opereerden met name in ruige gebieden zoals de Wicklow Mountains, waar ze voorraden stalen en Engelse patrouilles aanvielen. Deze reageerden met gedwongen uitzettingen en de vernietiging van gewassen. Het gevolg was een wijdverbreide hongersnood, verergerd door een uitbraak van de builenpest.
De laatste Ierse eenheid gaf zich in april 1653 over in Cavan en men kreeg een vrijgave om naar Frankrijk te reizen om daar in het leger te dienen. Degenen die in deze periode gevangen werden genomen, werden geëxecuteerd of naar strafkolonies in West-Indië gestuurd.
Ierland bleef tijdens de jaren 1650 het strijdtoneel van kleinschalig geweld, met name vanwege de Act for the Settlement of Ireland uit 1652. Deze wet creëerde een klasse landloze voormalige boeren en verhoogde het percentage land in de handen van protestanten van 41% tot 78% tussen 1641 en 1660.

## Politieke ontwikkelingen
De Ierse Confederale Oorlogen vormden een complex conflict waarin niet minder dan vier verschillende legers actief waren in Ierland. Dit waren de royalitsten die loyaal waren aan Koning Karel, de Schotse covenanters (in 1642 naar Ulster gestuurd om de protestantse kolonisten te beschermen), het Engelse parlementsleger en het Ierse Confederale leger waaraan de meeste Ierse bewoners loyaal waren. Tijdens de oorlogen raakten al deze legers wel een keer met elkaar in conflict. Daarnaast werd er in 1648 nog een kortstondige burgeroorlog gevochten tussen twee facties binnen de Ierse Confederatie.
De royalisten onder Ormonde vochten tussen 1641 en 1643 tegen de Ierse katholieken. Hun voornaamste uitvalsbasis was Dublin. Tussen 1643 en 1646 was er een wapenstilstand met de Confederale katholieken, waarna de Confederalen weer in conflict kwamen met de royalisten. Na 1648 sloten zowel de Confederalen als de Schotten zich aan bij een alliantie met de royalisten. Deze samenstelling nam het in 1649 op tegen Cromwell. De aanpak van Ormonde schoot echter dermate tekort dat vanaf medio 1650 de verdediging de verantwoordelijkheid werd van de Ierse Confederale leiders.
De Ierse Confederatie werd in oktober 1642 opgericht in Kilkenny. De Confederalen vormden in eerste instantie een Iers-katholieke beweging die vocht tegen de Engelse troepen die gestuurd waren om de opstand neer te slaan, hoewel ze daarbij benadrukten dat ze streden tegen de adviseurs van de koning en niet Karel zelf. Zij moesten ook vechten tegen het Schotse leger dat in Ulster geland was. Van 1642 tot 1649 omvatte de Confederatie het grootste deel van Ierland, met uitzondering van Ulster, Cork en Dublin. In 1643, na het uitbreken van de Engelse Burgeroorlog, werd er een wapenstilstand gesloten met de royalisten. Men begon hierna met de onderhandelingen om de Confederalen aan de zijde van de royalisten te krijgen. Onder de invloed van de Ierse bisschoppen en nuntius Rinuccini ontstond er in 1646 een sterk katholieke factie, die tegen het sluiten van elk vredesverdrag was dat niet de positie van de Katholieke Kerk in Ierland zou erkennen en/of katholiek land zou teruggeven. Toen deze factie erin slaagde de Confederale 'vredespartij' af te zetten, raakte de Confederatie wederom in gevecht met de Engelse royalisten, die in de loop van 1646 hun posities in Ierland verloren aan de troepen van het parlement. Echter, na nieuwe onderhandelingen werd er in 1648 alsnog een alliantie gevormd tussen de royalisten en de Confederalen. Sommige Confederalen (met name het leger in Ulster) waren het niet eens met dit verdrag en daarmee begon in 1648 een korte Ierse burgeroorlog, waarin het leger in Ulster werd gesteund door het Engelse parlement.
De Schotse Covenanters kwamen in 1642 in Ierland aan om de opstand neer te slaan en de Schotse kolonisten in Ulster te beschermen. Gedurende de oorlog wisten zij het grootste deel van Oost-Ulster in handen te houden, maar zij raakten sterk verzwakt na hun nederlaag tegen de Confederalen tijdens de slag bij Benburb in 1646. Met hulp van het Engelse parlement vochten ze tot 1648 tegen de Confederatie. Nadat de alliantie tussen de Schotten en het Engelse parlement in 1649 uiteen viel, sloten de Schotse troepen in Ulster zich aan bij de Confederalen en royalisten.
Het parlementsleger wist in 1644 voor het eerst vaste voet in Ierland te krijgen toen het garnizoen van Cork onder Inchiquin overstapte van de royalistische naar de parlementszijde. De protestantse kolonisten in het noordwesten van Ierland, bekend als het Lagan Army, sloot zich na 1644 ook aan bij het parlement, omdat zij in hun ogen de meest betrouwbare anti-katholieke Engelsen waren. De stad Dublin viel in 1646 in handen van het parlement, toen het royalistische garnizoen zich overgaf aan een Engels parlementsleger nadat de stad werd bedreigd door Confederale legers. In 1648 steunde het parlement korte tijd Owen Roe O'Neill's troepen in Ulster tijdens hun korte burgeroorlog tegen de Confederatie. Na Cromwells invasie van augustus 1649 sloot O'Neill zich weer aan bij de Confederatie. Het meest machtige parlementsleger was het New Model Army, dat in de daaropvolgende vier jaar Ierland wist te voerveren en Iers grondgebied verkocht om de expeditie te kunnen bekostigen.

## Nasleep
William Petty, die als eerste op wetenschappelijke wijze demografisch onderzoek deed in de jaren 1650, schat dat tussen de 400.000 en 620.000 mensen in Ierland zijn gestorven tussen 1641 en 1653. Het werkelijke aantal ligt waarschijnlijk lager, maar nog steeds zo rond de 200.000. In de tijd van Petty woonden er 1,5 miljoen mensen in Ierland. Er wordt geschat dat ongeveer twee derde van de doden burgers waren. 
De Ierse nederlaag leidde tot het op grote schaal in beslag nemen van door katholieken beheerd grondgebied en een Engelse overheersing van het eiland voor de komende twee eeuwen.